# Suntory Sunbirds
Suntory Sunbirds (jap. サントリーサンバーズ) – japoński męski klub siatkarski założony w 1973 roku w Osace.
W klubie występowało już wielu zawodników różnych państw w tym kilku reprezentantów Japonii takich jak Yū Koshikawa czy Masahiro Yanagida.

## Sukcesy
Puchar Kurowashiki:
- 1979, 1985, 1991, 1995, 2000, 2019

Mistrzostwo Japonii:
- 1995, 2000, 2001, 2002, 2003, 2004, 2007, 2021, 2022[2], 2024[3], 2025[4]
- 1985, 1991, 2006, 2011, 2015, 2023[5]
- 1986, 1992, 1997, 1999, 2008, 2012, 2020

Klubowe Mistrzostwa Azji:
- 2023[6]
- 2001, 2022[7]
- 2008, 2025[8]

Puchar Cesarza:
- 2010, 2024[9]

Klubowe Mistrzostwa Świata:
- 2023[10]

## Skład zespołu w sezonie 2024/2025[11]
| Nr | Imię i nazwisko    | Data ur. | Wzrost | Pozycja      |
| -- | ------------------ | -------- | ------ | ------------ |
| 1  | Taishi Onodera     | 1996     | 200    | środkowy     |
| 2  | Kenji Sato         | 1997     | 196    | środkowy     |
| 5  | Ryo Shimokawa      | 2000     | 178    | rozgrywający |
| 7  | Alain Jr. De Armas | 2001     | 189    | przyjmujący  |
| 8  | Soshi Fujinaka     | 1999     | 178    | libero       |
| 9  | Masaki Oya         | 1995     | 177    | rozgrywający |
| 10 | Kenya Fujinaka     | 1993     | 188    | przyjmujący  |
| 11 | Aleksander Śliwka  | 1995     | 198    | przyjmujący  |
| 12 | Ran Takahashi      | 2001     | 188    | przyjmujący  |
| 13 | Dmitrij Muserski   | 1988     | 218    | atakujący    |
| 15 | Yoshimitsu Kiire   | 1995     | 174    | libero       |
| 17 | Hirohito Kashimura | 1999     | 196    | środkowy     |
| 19 | Kotaro Kai         | 2001     | 187    | atakujący    |
| 20 | Hiroki Nishida     | 1997     | 180    | rozgrywający |
| 21 | Rui Takahashi      | 2000     | 186    | przyjmujący  |
| 23 | Tatsuki Kashiwada  | 1997     | 192    | środkowy     |

## Obcokrajowcy w drużynie
| Lata gry               | Imię i nazwisko            | Pozycja             |
| ---------------------- | -------------------------- | ------------------- |
| 1994-1999              | Oleg Szatunow              | środkowy            |
| 1999-2004              | Gilson Bernardo            | atakujący           |
| 2004-2005              | Gilmar Nascimento Teixeira | przyjmujący         |
| 2006-2009              | Leonardo Mello             | atakujący           |
| 2009-2011              | Théo Lopes                 | atakujący           |
| 2011-2012              | André Nascimento           | atakujący           |
| 2012-2013              | Wallace Martins            | atakujący           |
| 2013-2014              | Clayton Stanley            | atakujący           |
| 2014-2016              | Evandro Guerra             | atakujący           |
| 2016-2018              | Yadrian Escobar Silva      | atakujący           |
| 2018-                  | Dmitrij Muserski           | środkowy, atakujący |
| 2021-2021 (do 11.2021) | Árpád Baróti               | atakujący           |
| 2024-2025              | Aleksander Śliwka          | przyjmujący         |
| 2025-                  | Jegor Kluka                | przyjmujący         |